# Абакумов, Игорь Борисович
Игорь Борисович Абакумов (род. 22 мая 1955, Калуга) — советский и российский журналист, телеведущий и продюсер. Основатель аграрного еженедельника «Крестьянские ведомости» и одноимённой медиа-группы.

## Биография
Игорь Абакумов родился 22 мая 1955 года в Калуге в семье лётчика-истребителя, подполковника ВВС СССР, аса Корейской войны Бориса Сергеевича Абакумова.
Жил в городе Жуковский, окончил в нём школу, автошколу ДОСААФ и аэроклуб.
После срочной службы в Советской армии начал журналистскую карьеру. Печатался в газете «Московский комсомолец».
В 1975—1976 годах работал в издательстве «Московская правда».
В 1976—1985 годах был специальным корреспондентом и заместителем редактора по сельскому хозяйству в московской областной газете «Ленинское знамя», в 1985—1991 годах — в центральной газете «Известия», с 1996 начал сотрудничать с телепрограммой «Сельский час» на 1-м канале ТВ, став её бессменным ведущим.
В 1988 году окончил факультет журналистики Московского государственного университета имени М. В. Ломоносова.
В 1990 году основал еженедельник «Крестьянские ведомости». Эта газета впоследствии стала основной для медиа-группы, которая специализировалась на теме сельского хозяйства. К 2013 году в неё также входили информационное агентство «Агрофакт», интернет-сайт AgroNews, тележурнал «Крестьянская застава» и радиостанция «Кукуруза». В 2014 году медиа-группа была реорганизована, и в ней появились портал «Крестьянские ведомости» и еженедельная программа Общественного телевидения России «Аграрная политика». После того как в 2019 году выпуск программы был прекращён, Абакумов инициировал возрождение на портале «Крестьянских ведомостей» программы «Сельский час», выходившей ещё на Центральном телевидении СССР, приняв эстафету самой долгоживущей аграрной программы в мире (выходит с 1963 года по настоящее время).
Работы изданий медиа-группы неоднократно были отмечены на всероссийском и международном уровне. Газета «Крестьянские ведомости» была признана лучшим брендом агропромышленного комплекса, а её редакция получила высшую общественную награду в сфере сельского хозяйства «За изобилие и процветание России», Национальную премию имени Петра Столыпина «Аграрная элита России». Министерство сельского хозяйства России за создание системы информационного обеспечения национального проекта «Развитие АПК» отмечало газету благодарностями и грамотами. Телевизионные программы и документальный фильм «Великий незнакомец», посвящённый истории фермерства в мире, получили призы международных телеконкурсов.
В 2006 году был председателем оргкомитета Ассоциации аграрных журналистов России. В 2009—2016 годах входил в общественный совет при Министерстве сельского хозяйства России.
В 2011—2012 годах был консультантом Продовольственной и сельскохозяйственной организации ООН. В 2013—2016 годах возглавлял российско-нидерландскую межправительственную группу по созданию зоны фермерской кооперации в РФ.
В 2014 году, окончив аспирантуру Всероссийского НИИ экономики сельского хозяйства, Абакумов получил степень кандидата экономических наук. Стажировался в сельскохозяйственных медиа-группах и на агропредприятиях Великобритании, Нидерландов, Франции, США, повышал квалификацию в Кембриджском университете.
Преподавал на кафедре связей с общественностью и речевой коммуникации гуманитарно-педагогического факультета Российского государственного аграрного университета — МСХА имени К. А. Тимирязева. В 2023 году закончил полный курс обучения на Высших курсах сценаристов и режиссеров (ВКСР) имени Г. Н. Данелии.
Награждён медалью ордена «За заслуги перед Отечеством» II степени (1999), медалью «Защитнику свободной России», Золотой медалью Министерства сельского хозяйства РФ «За вклад в развитие агропромышленного комплекса России» (2005), грамотой министра сельского хозяйства РФ (2004), медалью Союза журналистов России «За заслуги перед профессиональным сообществом». Лауреат премии «За изобилие и процветание», Национальной премии имени Петра Столыпина «Аграрная элита России» (2006). Почётный работник АПК (2010), Почётный фермер (2022).